# Argiope reinwardti
Argiope reinwardti är en spindelart som först beskrevs av Carl Ludwig Doleschall 1859.  Argiope reinwardti ingår i släktet Argiope och familjen hjulspindlar. Utöver nominatformen finns också underarten A. r. sumatrana.